# Pokémon Go Plus
Pokémon Go Plus és un dispositiu wearable dissenyat específicament pel joc de realitat augmentada Pokémon Go, compatible per a dispositiu mòbils Android o iOS que puguin fer servir aquesta aplicació.

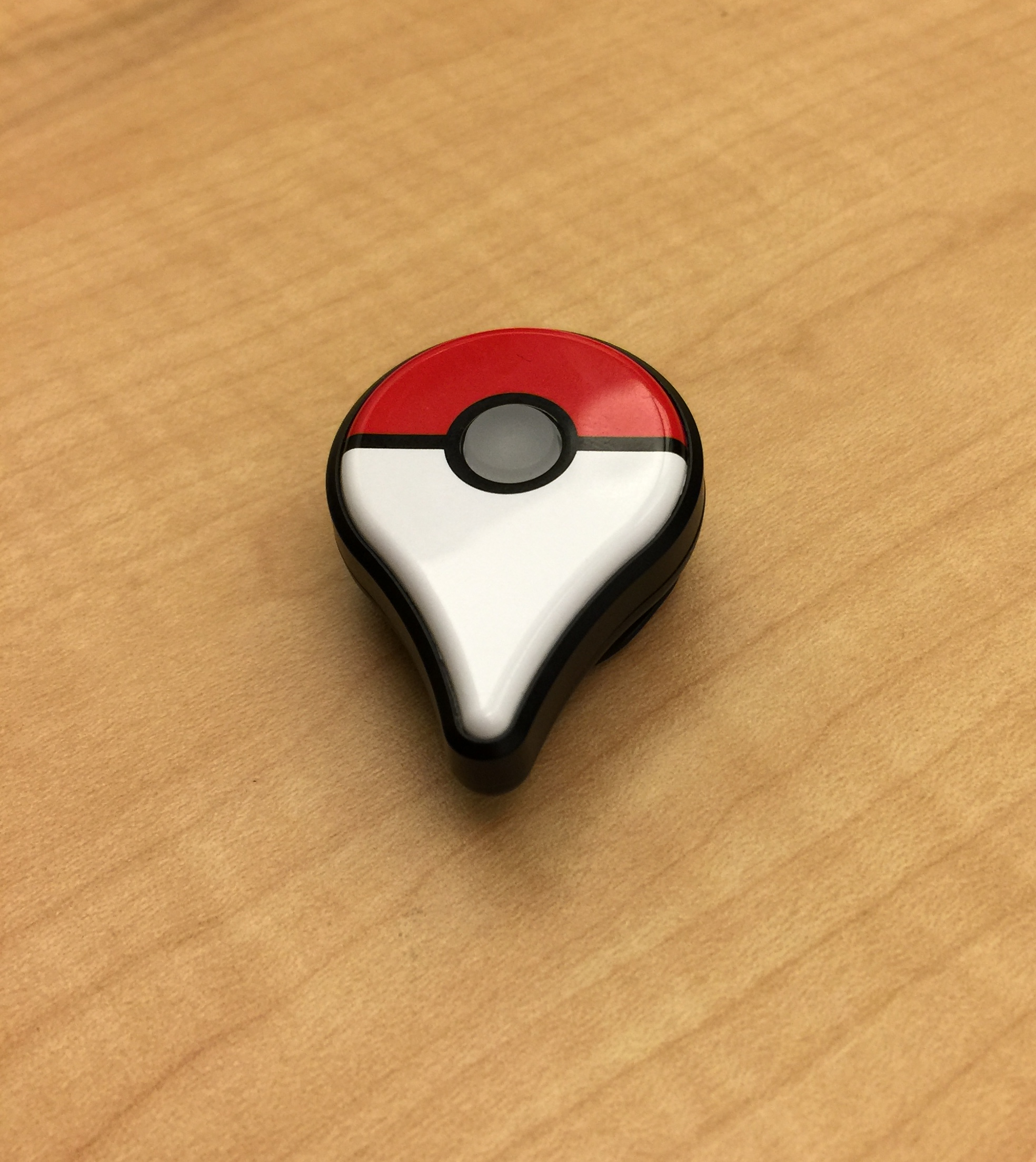

## Descripció
Pokémon Go Plus és un accessori de mida petita dissenyat per poder utilitzar i gaudir de l'aplicació Pokémon Go, en qualsevol lloc amb accés a Internet, sense haver de tenir el teu dispositiu mòbil a mà. El dispositiu està connectat via Bluetooth amb aquest accessori, que notifica al jugador mitjançant un led i vibracions.
Els desenvolupadors de Nintendo i Niantic els objectius principals que han buscat amb aquest accessori han estat la comoditat de no tenir el mòbil a mà i l'estalvi de bateria imprescindible. Una altra de les grans utilitats és la de poder enregistrar quilòmetres sense la necessitat de tenir l'aplicació encesa.

## Funcionament
El led d'aquest wearable informa al jugador mitjançant diferents colors segons la situació del joc Pokémon Go.
El LED té els següents colors:

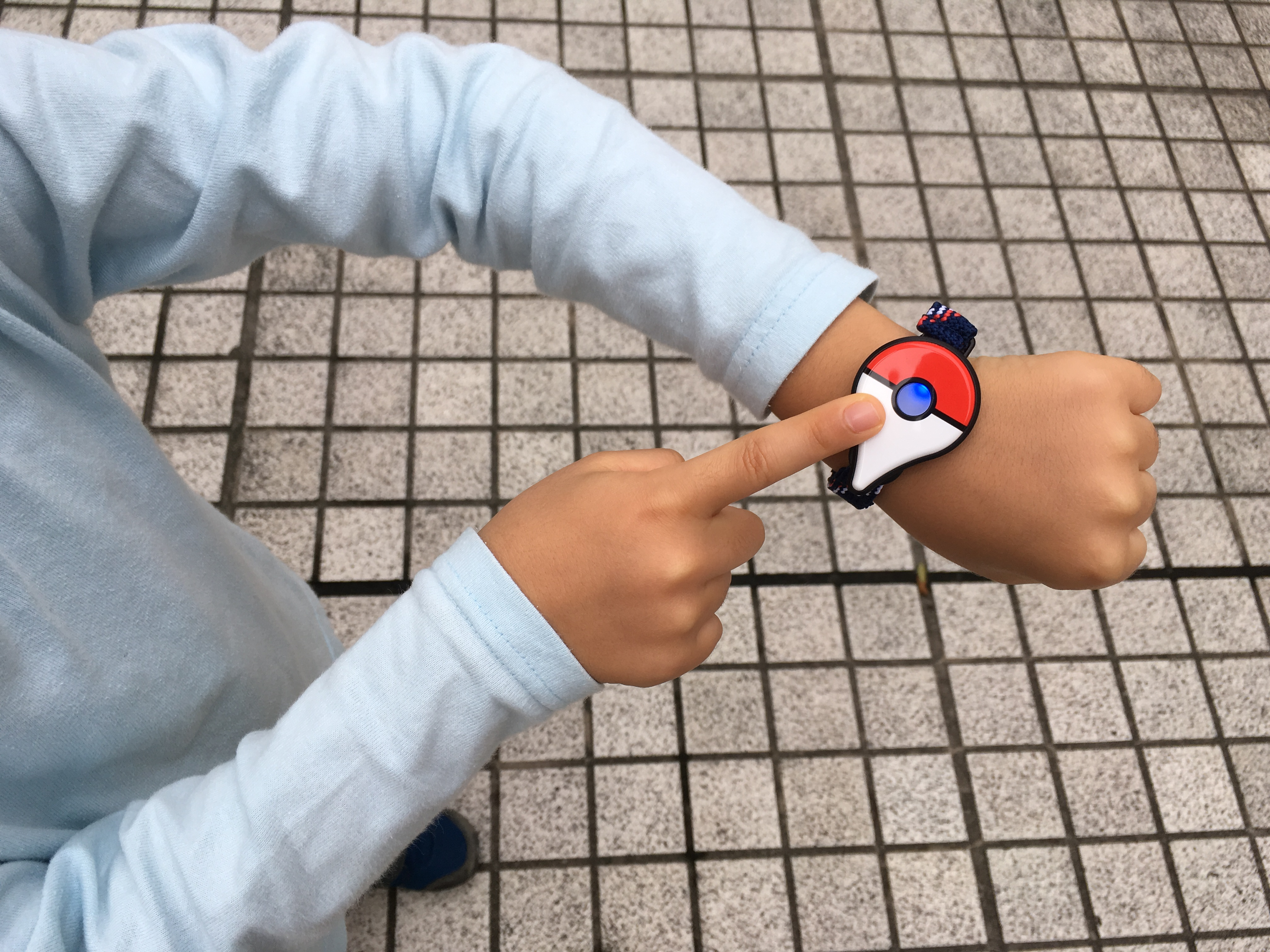

Verd; el jugador té al seu abast un Pokémon ja localitzat en la Pokédex. Pressionant el botó llança una Poké Ball i si el pokémon és capturat el led parpelleja amb diferents colors, si no és capturat s'encendrà un llum vermell.
Groc; el jugador té al seu abast un Pokémon no localitzat en la Pokédex. Pressionant el botó llança una Poké Ball, si el pokémon és capturat el led parpelleja amb diferents colors, si no és capturat s'encendrà un llum vermell.
Blau; el jugador té una poképarada al seu abast, al pressionar el botó recull els diferents objectes d'aquesta poképarada.
Vermell; pèrdua de la connexió amb el dispositiu.

## Informació de compatibilitat
Aquest dispositiu portàtil, Pokémon Go Plus, és compatible per a tots els dispositius mòbils que puguin obtenir l'aplicació Pokémon Go, ja sigui Android o iPhone.